# Sycewo
Sycewo – wieś sołecka w Polsce położona w województwie wielkopolskim, w powiecie konińskim, w gminie Sompolno.
W latach 1975–1998 miejscowość administracyjnie należała do województwa konińskiego. Według danych z roku 2009 liczyła 307 mieszkańców, w tym 152 kobiety i 155 mężczyzn. Mieszkańcy Sycewa wyznania katolickiego przynależą do parafii św. Andrzeja Apostoła w Mąkolnie
Według gminnej ewidencji zabytków w miejscowości znajduje się zespół dworski, w skład którego wchodzą: murowany dwór z początku XX wieku oraz pozostałości parku krajobrazowego z tego okresu.
W Sycewie w roku 2012 powstał film Kanadyjskie sukienki, wyreżyserowany przez pochodzącego z tej miejscowości Macieja Michalskiego.